# الاتحاد العام لطلبة تونس
الاتحاد العام لطلبة تونس (بالفرنسية Union Générale des Etudiants de la Tunisie أو باختصار UGET) هو من المنظمات النقابية الطلابية في تونس. يدافع الاتحاد عن الحقوق المادية والمعنوية والبيداغوجية الطلبة المنخرطين فيه الجامعة التونسية ويدعم حركات التحرر الوطني وحركات التحرر في العالم على رأسها القضية الفلسطينية. شعاره: نضال، استقلالية، صمود، ديمقراطية. وتأسس كهيكل توحيدي لمنظمة عموم طلبة شمال افريقيا المسلمين وجمعية الطالب التونسي وصوت الطالب الزيتوني إضافة إلى هيئات التنسيق التلمذي بتونس في بداية سنة 1952 تحت اسم الاتحاد العام للطلبة التونسيين. وانعقد مؤتمره التأسيسي في العاصمة الفرنسية باريس في جويلية/تموز 1953. 

## محطات
عقد الاتحاد فيما بين 1953 و1971 ثمانية عشر مؤتمرا، ومن أهمها:
- المؤتمر الثالث وهو أول مؤتمر علني انعقد بالحي الزيتوني بالعاصمة التونسية في جويلية/تموز 1955. وقد عرف خلافا حادا حول تنصيب رئيس للاتحاد من غير المؤتمرين هو السيد عبد المجيد شاكر.
- المؤتمر الخامس المنعقد في صائفة 1957، وقد تم خلاله تبني ميثاق طالبي ينزع إلى الاستقلالية عن الأحزاب السياسية، وكان المستهدف من ذلك الحزب الحاكم.
- المؤتمر التاسع المنعقد في قرطاج في صائفة 1961 وقد شهد حضورا مكثفا للطلبة المعارضين.
- المؤتمر الحادي عشر المنعقد في الكاف في أوت/آب 1963، وقد وقع فيه تبني ميثاق طالبي جديد ينص على ربط الاتحاد عضويا بالحزب الحاكم.
- المؤتمر الثامن عشر المنعقد في قربة في أوت 1971، وقد كاد الطلبة اليساريون أن يفتكوا الاتحاد من الطلبة الدستوريين. غير أن المكتب التنفيذي آل إلى هؤلاء، ولم يعترف الطلبة المعارضون بالمكتب التنفيذي الجديد وأمضوا على عريضة في هذا المعنى سميت لائحة الـ105 نسبة إلى عدد الممضين عليها، علما وأن عدد الطلبة المشاركين في المؤتمر كان في حدود 175 طالبا.
- ومع ذلك استمر الاتحاد بعد ذلك إذ عقد مؤتمرين آخرين في السبعينات دون أن يكون له أي تأثير على الساحة الطالبية.

## قيادات
كان أول من ترأس الاتحاد العام لطلبة تونس طالبا مستقلا هو السيد محمد أمين بوسعيدي، كما نجد من المؤسسين السيد منصور معلى الذي تولى أمانته العامة سنة 1955. ومن أهم من تولى أمانته العامة بعد ذلك السادة الطاهر بلخوجة سنتي 1957 و1958 ومنجي الكعلي سنة 1959 ومحمد الصياح سنتي 1960 و1962. وجميعهم تولوا الوزارة في عهد الرئيس الحبيب بورقيبة.
| - 1954 منصور معلّى - 1955 عبد المجيد شاكر - 1956 حافظ طرميز - 1957 الطاهر بلخوجة - 1958 الطاهر بلخوجة - 1959 المنجي الكعلي - 1960 محمد الصّياح - 1961 محمد الصّياح | - 1962 عبد الحميد عمّار - 1963 مختار الزناد - 1964 عبد العزيز الغشام - 1965 عبد الحي شويخة - 1966 محمد بن أحمد - 1967 سليم علولو - 1968 محجوب القرفالي - 1969 عيسى البكوش | - 1971 الحبيب الشغّال - 1988 سمير العبيدي - 1990 سمير بن حمودة - 1991 نوفل الزيادي - 1993 نوفل الزيادي - 1997 عاصف اليحياوي - 2000 عزالدين زعتور - 2003 عز الدين زعتور - 2013 أماني ساسي/وائل نوار - 2015 أماني ساسي - 2017 نضال خضراوي - 2019 وردة عتيق - 2022 حسام بوجرّة - 2024 محمد أولاد محمد |

## مطلب التنظيمات الطلابية
طالب اليسار الطالبي بمختلف فصائله طيلة السبعينات بتنظيم مؤتمر 18 خارق للعادة للاتحاد العام لطلبة تونس. وعندما أبدت السلطة قبولها بذلك في صائفة 1980 اختلفت الآراء والمواقف. ففي حين تمسكت التيارات اليسارية بالمؤتمر الثامن عشر مع اختلاف في المضامين بين هذا الفصيل وذاك، دعا الطلبة الإسلاميون إلى مؤتمر تأسيس لاتحاد جديد بعد ما فشلت كل الدعوات لانجاز الموتمر الثامن عشر ومن بينها الميثاق الجامعي لكن اليسار الذي خسر شعبيته داخل الجامعة خاصة بعد احداث منوبة والتي اسفرت عن اعتقال عدد كبير من المنتسبين الي الاتحاد العام لطلبة تونس تمسك باحتكاره للمنظمة عبر الهياكل النقابية الموقتة الغير منتخبة وعرقل انجاز الموتمر الخارق للعادة مما دعى الإسلامين والطلبة المستقلين الي الدعوة لايجاد منظمة بديلة تمثل الطلبة.
وقد تمكن الطلبة الإسلاميون وبعض المجموعات الطالبية الصغيرة الطلبة التجمعيين بالجامعة من إنجاز مؤتمر تولدت عنه منظمة طالبية جديدة سنة 1985 سميت الاتحاد العام التونسي للطلبة. وفي ماي/أيار 1988 اتحدت التيارات اليسارية المتمثلة في الوطد والوطج والمود لتنظم المؤتمر الثامن عشر الخارق للعادة للاتحاد العام لطلبة تونس.وقد انسحب المود بعد انعقاد الموتمر باشهر عدة.

## الهياكل النقابية المؤقتة
لقد تضافرت الأحداث مع نضالات الطلاب لتتمكن أخيرا المجموعة الديمقراطية من حصد أغلبية داخل قاعة المؤتمر حيث تمكنت من الحصول على 105 نيابات من إجمالي 180نيابة وهو مادفع بالدساترة إلى محاولة عقد مساومة من خلال الدعوة لتشكيل قيادة توافقية يحصلون من خلالها على ثلث المقاعد واقتسام الباقي ما بين اليساريين والمستقلين وهو ما تم رفضه على اعتبار أن العملية يجب أن تكون انتخابية وتشديدا على ضرورة فرض إستقلالية المنظمة عن السلطة وحزبها
بعد أن أصبحت الفرصة سانحة شرعت اللجان المشكلة باعادة صياغة النظام الداخلي في إتجاه إعلان إستقلالية الاتحاد والحد من صلاحيات المكتب التنفيذي ووضع أليات لجعله مراقبا من قبل القواعد الطلابية
أمام الأمر الواقع لم يجد الدساترة من بد سوى الإستنجاد بالبوليس لمحاصرة قاعة المؤتمر واعتقال الطلبة النواب وفرض إيقاف الأشغال بعدها أعلن الدساترة قيادة جديدة للإتحاد
لم يجد الطلبة الديمقراطيون وهم المؤتمنون على إرادة الطلاب الذين إنتخبوهم من بد سوى العودة إلى الجماهير الطلابية وإعلامها بحيثيات الانقلاب فتم تشكيل لجنة إعلامية أعدت تقريرا حول حيثيات الانقلاب وقامت بتوزيعه في السنة الجامعية 1971-1972 على الطلبة كما تم عقد عدة اجتماعات عامة في الغرض وقد أجمع الطلبة تقريبا على عدم الانخراط في الاتحاد العام لطلبة تونس والاعتراف فقط بهيئات المدارج على اعتبارها الهيكل الوحيد المنتخب ديمقراطيا كما دعوا إلى عقد مؤتمر إستثنائي ولم يخرج عن الصف الطلابي سوى طلبة الحزب الشيوعي التونسي (حركة التجديد) الذين دعوا إلى التعاطي مع القيادة الدستورية
بعد عريضة 105 (أغلبية المؤتمرين) الرافضة لتنصيب قيادة دستورية على رأس الاتحاد العام طلبة تونس، تمسك الرافضون بمطلب استقلالية الاتحاد العام لطلبة تونس وقامو بإنشاء الهياكل النقابية المؤقتة التي كانت تنشط في اللاقانونية، وذا ما يمى الآن بحركة فيفري 1972، كانت مهامها تتمثل في تجميع أصوات الطلبة ونظالاتهم من اجل اتمام انجاز المؤتمر 18 (الذي اعتبر غير منجز) وقد انبثق عن هذا برنامج نقابي موحد بين مختلف التيارات اليسارية في الجامعة سمي ببرنامج 73 الذي رفع شعارات مركزية للحركة الطلابية، أهمها
•	اتحاد عام لطلبة تونس مستقل ديمقراطي ممثل ومناضل
•	جامعة شعبية تعليم ديمقراطي ثقافة وطنية
•	الحركة الطلابية جزء لا يتجزأ من الحركة الشعبية
•	الاتحاد العام لطلبة تونس فصيل تقدمي يناهض الإمبريالية والصهيونية ويساند كل قضايا التحرر في العالم وعلى رأسها القضية الفلسطينية
•	إنجاز المؤتمر 18 خارق للعادة
وقد توج هذا التمشي بانجاز المؤتمر 18 الخارق للعادة سنة 1988

## الثوب الجديد
يعتبر الاتحاد العام لطلبة تونس في ثوبه الجديد غير الاتحاد العام لطلبة تونس التاريخي، بعد ان حسم العلاقة مع السلطة سنة 1972 يكون بذلك أول منظمة تطرح مسالة استقلالية المنظمات النقابية والمدنية وما يعنيه ذلك من طرح مسالة الديمقراطية في تسيير الشان العام كما انبنت رؤية الاتحاد النقابية على الانحياز الكامل للفئات الشعبية والفقيرة وربطت النضال الطلابي بالنضال الشعبي لتتحول شعارات حركة فيفري المجيدة إلى اسس وثوابت العمل النقابي التقدمي الذي تبنته المنظمة وهي تمثل كذلك جوهر الخلاف الحاد مع المنظمة النقابية التابعة لحركة النهضة بوصفها فصيلا حزبيا اولا وتوظيفها لمجرد خدمة الاجندات السياسية للإسلام السياسي وبعدها بالتالي عن واقع الجامعة وهمومها وهو ما تاكده احداث التسعينات حين انخرطت منظمة الاسلاميين في الصراع خلف حركة النهضة وبتوجيه من الاخيرة وقد عرف لاتحاد العام لطلبة تونس تنوع الاطراف والمكونات التي ضمت مستقلين واصحاب التوجه القومي من ناصريين وبعثيين إضافة إلى مجموعات ماركسية واخرى شبابية تقدمية وطلبة بدون انتماء سياسي أو تنظيمي مما جعله اتحادا ثريا بالبرامج والتصورات ومتمتعا بديناميكية حيوية في ادائه.

## الميثاق الطلابي الجديد
صادق المؤتمر الوطني 24 للاتحاد العام لطلبة، الذي شارك في انجازه كل من شباب الحزب الاشتراكي اليساري والنقابيون الراديكاليون والطلبة المستقلون المنعقد في 14 جويلية 2003 بالمركب الجامعي ببئرالباي بتونس على ميثاق طلابي جديد للمنظمة الطلابية يوضح هويتها ومضمونها الديمقراطي والتقدمي ويضبط حدود علاقتها مع السلطة ومع بقية التيارات السياسية بالجامعة انطلاقا من استقلالية المنظمة وديمقراطية هياكلها. وتتمثل أهم بنوده في:
- البند الأول: الاتحاد العام لطلبة تونس منظمة شبابية طلابية نقابية ديمقراطية تقدمية وطنية تتبنى قضايا الحريات والحق والعدالة، وتنحاز إلى جانب الديمقراطية والتقدم والرقي الاجتماعي والثقافي والحضاري، وتناصر قضايا التحرر الوطني في الوطن العربي وفي العالم، وتدافع عن مطالب الطلبة المادية والمعنوية والبيداغوجية وعن حقهم في المشاركة في إدارة الشأن العام وفي الشغل وفي حياة وغد أفضل.

- البند الثاني: الاتحاد العام لطلبة تونس، باعتباره منظمة خاصة بفئة شبابية مثقفة تتجاذبها تيارات وآراء وأفكار مختلفة ومتناقضة، منحاز إلى جانب الفكر التقدمي والعقلاني المتأصل في تراثنا الوطني النير وفي المكاسب التي حققتها الإنسانية، ويعارض الفكر الرجعي والسلفي والإرهابي.
- البند الثالث: يتمسك الاتحاد العام لطلبة تونس بالمكاسب الاجتماعية والثقافية والحضارية للمجتمع التونسي، ومن هذا المنطلق فهو يعتبر أن تتطوير هذه المكاسب يقوم على تعميق روح المواطنة في المجتمع باعتبارها أساسا من أسس النظام الجمهوري، وعلى اعتبار الحريات حقوقا طبيعية للمواطن تضمن الدولة ممارستها وتحميها من الانتهاك، وعلى تثبيت حرية المعتقد في المجتمع عبر فصل الدين عن السياسة ومنع توضيفه. ومن هذا الموقع أيضا فإن الاتحاد العام لطلبة تونس يناهض كل أشكال التمييز وعدم المساواة بين المرأة والرجل.
- البند الرابع: يقيم الاتحاد العام لطلبة تونس علاقة مع مختلف مكونات المجتمع المدني على أساس الاحترام المتبادل وعدم التدخل في الشؤون الداخلية وعلى أساس الأهداف والطموحات المشتركة

## المؤتمر الخامس والعشرون
عقد الاتحاد العام لطلبة تونس مؤتمره الخامس والعشرين، وكان المؤتمر السابق قد انعقد في 2003. إلا أن فترة التحضيرات شهدت انقسام الاتحاد إلى شقين، ضم أولهما الطلبة النقابيين الراديكاليين والطلبة القوميين والطليعة الطلابية العربية والطلبة الوطنيين الديمقراطيين بالجامعة، وضم الشق الثاني طلبة حزب العمال التونسي وحزب الوطنيين الديمقراطيين الموحد. وقد عقد الشق الأول مؤتمره الخامس والعشرين بكلية الحقوق يومي 24 و25 ماي 2013، في حين عقد الشق الثاني مؤتمره الخامس والعشرين يومي 25 و26 ماي 2013. وقد أفرز كل مؤتمر مكتبا تنفيذيا. على رأس الأول منهما طالبة هي أماني ساسي وعلى رأس الثاني الطالب وائل نوار.

## الإنشقاقات داخل الاتحاد
- شهد الاتحاد العام لطلبة تونس سنة 2013 صراعا على الأمانة العامة بين شق أماني ساسي ووائل نوار  حيث إدعى كل من الطرفين أنه الأمين العام الشرعي للإتحاد العام لطلبة تونس.[1]
- حيث تصاعدت موجات العنف بين شق «مؤتمر رد الاعتبار» 	و مؤتمر «مؤتمر البناء» حتى وصلت أوجها في السنة الدراسية 2014/2013

## انتخابات المجالس العلمية للجامعات
| السنة | المقاعد   | النسبة | المركز وطنيا |
| ----- | --------- | ------ | ------------ |
| 2012  | 191 / 484 | 39.5%  | الأول        |
| 2013  | 228 / 549 | 41.5%  | الأول        |
| 2014  | 114 / 516 | 22.1%  | الثاني       |
| 2018  | 127 / 542 | 23.4%  | الثاني       |
| 2019  | 171 / 534 | 32%    | الثاني       |
| 2022  | 191 / 527 | 36%    | الثاني       |
| 2023  | 134 / 533 | 25%    | الثاني       |

## روابط خارجية
موقع الاتحاد العام لطلبة تونس